# Lincoln-88
Lincoln-88 (Линкольн-88 en ruso) fue un grupo terrorista de cabezas rapadas que operó en San Petersburgo desde agosto hasta diciembre de 2007. Según la investigación, en el verano y el otoño de 2007, Andrei Linok personalmente y a través de Internet atrajo a más de 22 personas para que participaran en el grupo. Los miembros del grupo cometieron 12 ataques contra personas del Cáucaso, África y Asia, incluidos 2 asesinatos y 1 intento de asesinato, 8 ataques fueron filmados y publicados en Internet . El crimen más sonado del grupo fue la golpiza a la periodista Sayana Mongush, quien trabajaba como secretaria de prensa del gobierno de Tuvá, el 1 de diciembre de 2007.

## Juicio
El 5 de mayo de 2011, el Tribunal Municipal de San Petersburgo declaró culpables a 19 miembros del grupo, 10 acusados fueron condenados a prisión por un período de 4 a 9 años, el resto de los acusados recibieron sentencias suspendidas por varios períodos. En cuanto a 6 menores acusados de incitar al odio étnico, la causa fue sobreseída por prescripción. Otros seis acusados en el caso recibieron 1 año y medio de libertad condicional.

## Después de los juicios
Andrei Linok (quien después de casarse adoptó el apellido de Kleshchin), fue sentenciado a 2 años y 3 meses en una colonia penal, después de haber atacado con palos, botellas y gas pimienta a un grupo de antifascistas en septiembre del 2018. Kleshchina fue nombrado el organizador del crimen. Según los materiales del caso, los atacantes se guiaron por "el motivo del odio y la enemistad política, ideológica, nacional".